# Anse (Francja)

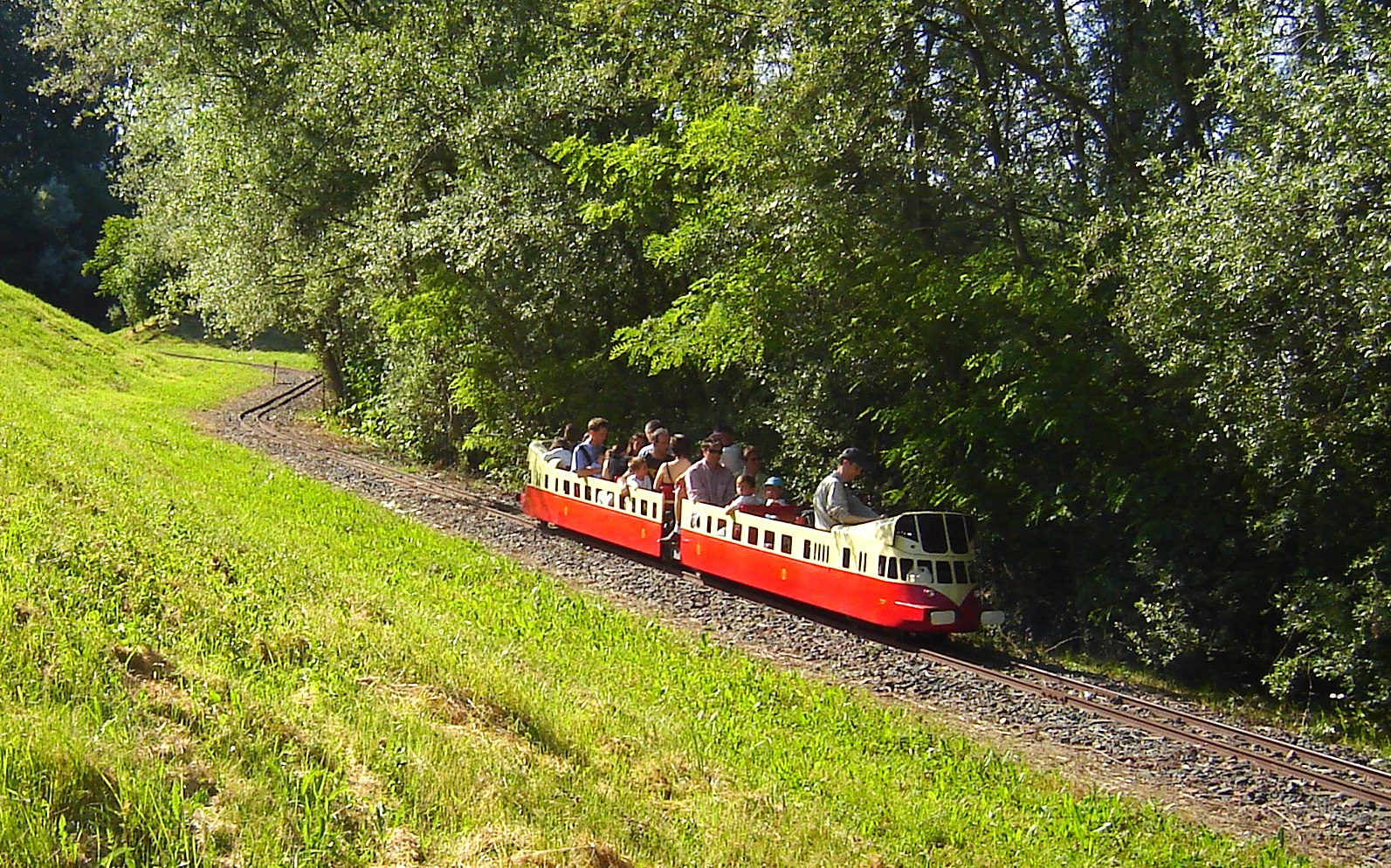
Kolejka turystyczna w Anse, 2006

Anse – miejscowość i gmina we Francji, w regionie Owernia-Rodan-Alpy, w departamencie Rodan.
Według danych na rok 1990 gminę zamieszkiwało 4458 osób, a gęstość zaludnienia wynosiła 293 os./km² (wśród 2880 gmin regionu Rodan-Alpy Anse plasuje się na 192. miejscu pod względem liczby ludności, natomiast pod względem powierzchni na miejscu 758.).